# (5007) Keay
(5007) Keay es un asteroide perteneciente al cinturón de asteroides, descubierto el 20 de octubre de 1990 por Robert H. McNaught desde el Observatorio de Siding Spring, Nueva Gales del Sur, Australia.

## Designación y nombre
Designado provisionalmente como 1990 UH2. Fue nombrado Keay en honor a Colin Stewart Lindsay Keay fue presidente de la XXII Asamblea General de la UAI y presidente del Grupo de Trabajo de la IAU sobre Prevención de la Contaminación Interplanetaria, que hizo varias contribuciones importantes a nuestra comprensión del flujo meteoroidal a la Tierra.

## Características orbitales
Keay está situado a una distancia media del Sol de 2,677 ua, pudiendo alejarse hasta 3,183 ua y acercarse hasta 2,172 ua. Su excentricidad es 0,188 y la inclinación orbital 13,35 grados. Emplea 1600 días en completar una órbita alrededor del Sol.

## Características físicas
La magnitud absoluta de Keay es 13,1. Tiene 7,308 km de diámetro y su albedo se estima en 0,251.